# Bactrocythara haullevillei
Bactrocythara haullevillei é uma espécie de gastrópode da família Mangeliidae.